# Lukanisches Doppelwerk

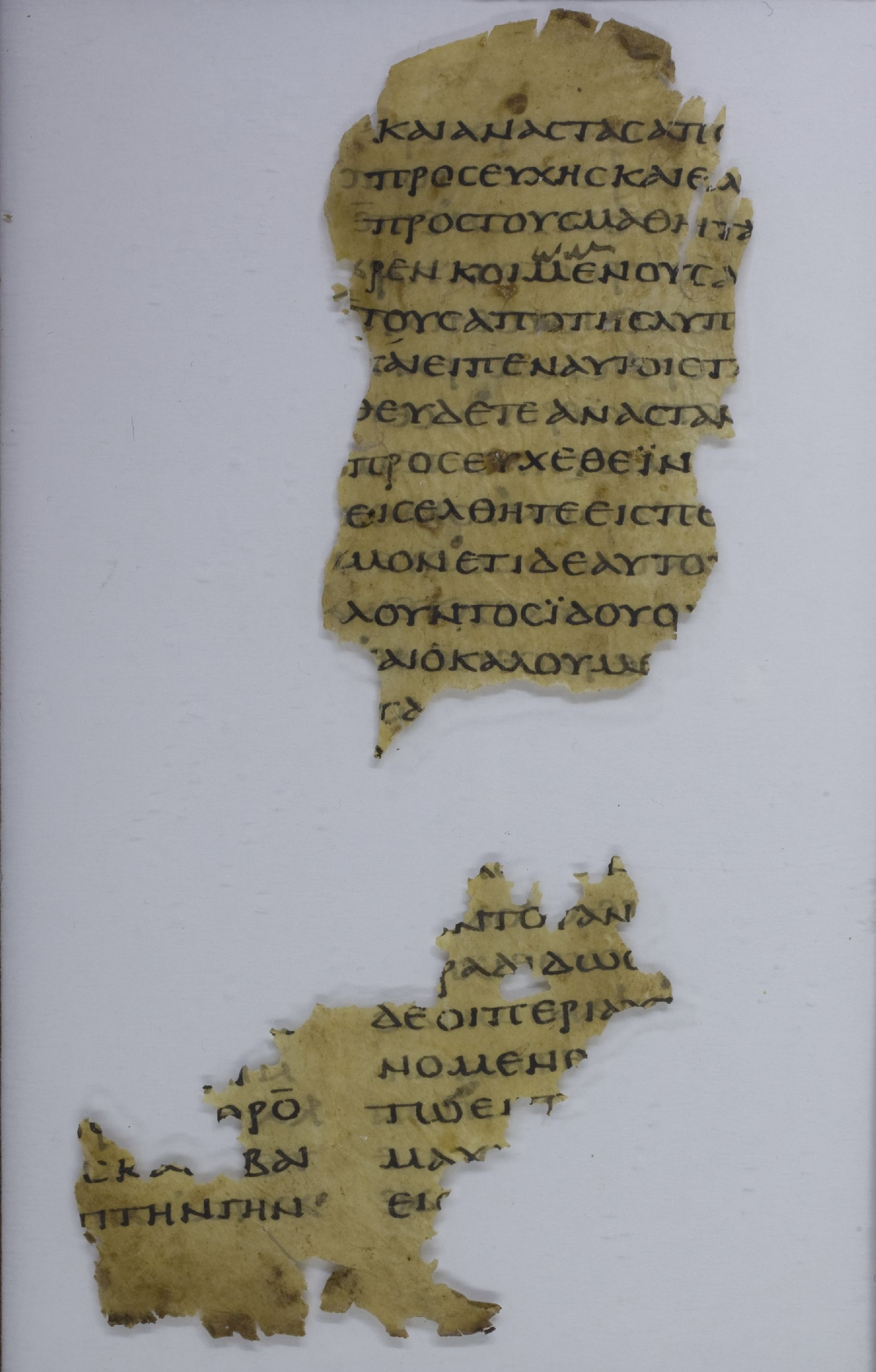
Zwei Fragmente von Unzial 0171 mit dem Text von (älteste bekannte Pergamenthandschrift des Lukasevangeliums, um 300)

Als lukanisches Doppelwerk (englisch: Luke–Acts) bezeichnet man seit dem späten 19. Jahrhundert die beiden neutestamentlichen Schriften Lukasevangelium und Apostelgeschichte unter der Voraussetzung, dass diese vom selben Verfasser als Gesamtwerk konzipiert worden seien. Nach diesem in der neutestamentlichen Exegese bis ins 21. Jahrhundert fast einhellig vertretenen Standardmodell verfasste ein hellenistisch gebildeter Christ eine große Erzählschrift, die im Jerusalemer Tempel zur Zeit des Herodes ihren Ausgang nimmt. Dann führt sie den Leser in 52 Kapiteln mit Jesus von Nazareth und seinen Jüngern durch das ländliche Galiläa, Judäa und Samarien und wieder nach Jerusalem, später mit Paulus von Tarsus auf abenteuerlichen Seereisen und weiten Überlandwanderungen durch verschiedene Mittelmeerkulturen, bis Paulus schließlich in Rom eintrifft und in Erwartung seines Prozesses vor Kaiser Nero dort eine Mietwohnung bezieht. Das lukanische Doppelwerk umfasst mehr als ein Viertel des gesamten Neuen Testaments. Der Name des Verfassers wird in den Schriften nicht genannt. Schon spätestens im zweiten Jahrhundert wurde als Verfasser der Paulusbegleiter Lukas identifiziert, was aber von vielen heutigen Exegeten bezweifelt wird.

## Begriff
Friedrich Schlegel nahm im Jahr 1822 zur Homerischen Frage Stellung, indem er ein „großes Doppelwerk“ Ilias und Odyssee postulierte. In den 1860er Jahren taucht die Begriffsprägung „lukanisches Doppelwerk“ für Lukasevangelium und Apostelgeschichte eher beiläufig bei zwei Schweizer Theologen auf: Johann Rudolf Tobler (1824–1884), Pfarrer in Uitikon, und Gustav Volkmar, Neutestamentler an der Universität Zürich. Der Begriff fand bis zur Jahrhundertwende in neutestamentlicher und altphilologischer Literatur zunehmend Verwendung, ohne problematisiert zu werden. Ob damit zwei einzelne Werke desselben Verfassers gemeint sind oder ein Gesamtwerk in zwei Bänden, blieb nämlich schillernd.
Im angelsächsischen Raum lässt sich die Rede von Luke-Acts bis zu Benjamin W. Bacons Introduction to the New Testament (1900) zurückverfolgen; Bacon hatte zunächst auch von einem Doppelwerk (double work, twofold work) geschrieben, dann aber zunehmend Luke-Acts bevorzugt. Durch Henry J. Cadburys Beiträge zur Lukasexegese wurde Luke-Acts allgemein üblich und wird oft auch als Begriffsprägung Cadburys angesehen.

## Grundlagen
„Den ersten Bericht habe ich gegeben, lieber Theophilus, von all dem, was Jesus von Anfang an tat und lehrte bis zu dem Tag, an dem er aufgenommen wurde, nachdem er den Aposteln, die er erwählt hatte, durch den Heiligen Geist Weisung gegeben hatte. Ihnen zeigte er sich nach seinem Leiden durch viele Beweise als der Lebendige und ließ sich sehen unter ihnen vierzig Tage lang und redete mit ihnen vom Reich Gottes.“

Am Anfang der Apostelgeschichte wendet sich der Verfasser, ohne seinen Namen zu nennen, an den Leser Theophilus und verweist zurück auf einen von ihm verfassten „ersten Bericht“ über die Taten und die Lehre des Jesus von Nazareth. Dieser Vers verklammert das Lukasevangelium mit der Apostelgeschichte. Dass dieser Verfasser Lukas heißt, geht nicht aus dem Text selbst, sondern aus den sekundären Buchtiteln (subscriptio und inscriptio) beider Schriften hervor. Ein Mitarbeiter des Paulus namens Lukas wird in drei Briefen des Neuen Testaments erwähnt:
- Phlm 1,23–24 LUT: „Es grüßen dich Epaphras, mein Mitgefangener in Christus Jesus, Markus, Aristarch, Demas und Lukas, meine Mitarbeiter.“
- Kol 4,14 LUT: „Es grüßt euch Lukas, der Arzt, der Geliebte, und Demas.“
- 2 Tim 4,11 LUT: „Lukas ist allein bei mir. Markus nimm zu dir und bringe ihn mit dir; denn er ist mir nützlich zum Dienst.“

Die Identifikation des Evangelisten mit dem Paulusbegleiter Lukas war, so Udo Schnelle, bereits „erheblich vor 150 verbreitet.“ Dass Lukas die Apostelgeschichte verfasste, kann aus den Erwähnungen in den neutestamentlichen Briefen herauskombiniert sein: Der 2. Brief an Timotheus nennt Lukas als den letzten bei Paulus in römischer Gefangenschaft ausharrenden Mitarbeiter. Die Apostelgeschichte endet mit der Ankunft des Paulus in Rom; das passt zu einer Verfasserschaft des Lukas. Andererseits gilt der 2. Timotheusbrief historisch-kritischen Exegeten nicht als authentischer Paulusbrief, sondern als Werk eines Paulusschülers, das eine Art Testament des Apostels kurz vor seinem Märtyrertod zu sein beansprucht.
Das Bücherarrangement der neutestamentlichen Schriften ist in der spätantik-frühmittelalterlichen Textüberlieferung variabel. Aber es ist kein Manuskript bekannt, in dem Lukasevangelium und Apostelgeschichte direkt aufeinander folgen. Dieser Befund kann damit erklärt werden, dass diese beiden Werke als zwei physische Einheiten getrennt publiziert wurden und deshalb auch auf unterschiedlichen Wegen ins Neue Testament fanden. Die frühe Christenheit behandelte Lukasevangelium und Apostelgeschichte als zwei Bücher, nicht als ein Buch in zwei Teilbänden. Für Irenäus von Lyon verbürgte die Verfasserschaft des Apostelschülers Lukas, dessen Heiligenvita später immer mehr angereichert wurde, aber eine werkübergreifende Geschlossenheit von Lukasevangelium und Apostelgeschichte, „die dem apostolischen Kontinuitäts- und Legitimitätsanspruch der werdenden Großkirche entspricht“ – insofern geht das Modell des lukanischen Doppelwerks auf Irenäus zurück. Die Apostelgeschichte wurde so zur Meistererzählung des Christentums über seine eigenen Anfänge; das dem gleichen Verfasser zugeordnete Evangelium verbürgte die Kontinuität der Urgemeinde mit der Lehre und Lebenspraxis des Jesus von Nazareth.
Lukasevangelium und Apostelgeschichte sind beide in einem gehobenen Koine-Griechisch verfasst und stehen sich sprachlich näher als beispielsweise Markusevangelium und Apostelgeschichte. Aber sie weisen semantische und stilistische Unterschiede auf. Stilistisch geht ein Bruch mitten durch die Apostelgeschichte; der erste Teil (Apg 1–12) steht dem Evangelium näher. Gegenüber den vielen kleinen Divergenzen fallen die Ähnlichkeiten beider Schriften zwar stärker ins Gewicht, aber die Divergenzen sind schwer erklärbar, wenn Lukasevangelium und Apostelgeschichte in einem Zug nacheinander niedergeschrieben wurden; hier verweisen die Befürworter der auktorialen Einheit teils auf Beeinflussung durch die von Lukas genutzten Quellen, teils auf zeitlichen Abstand beider Bücher.

## Forschungsgeschichte

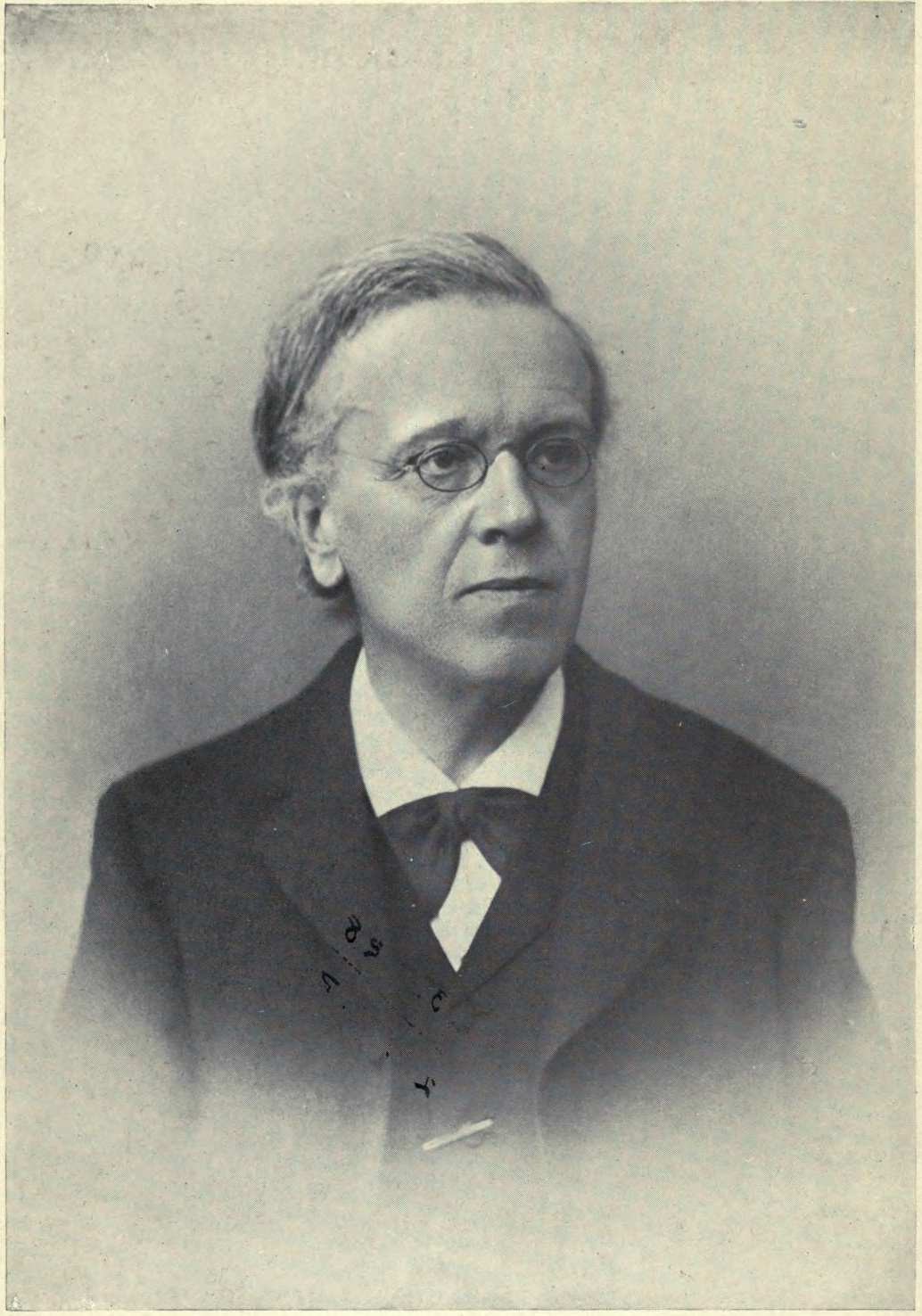
Franz Overbeck (1897)

Franz Overbeck unterzog das Projekt des Lukas, ein Evangelium mit einer Kirchengeschichte zum Doppelwerk zu kombinieren, in seinen postum veröffentlichten Aufzeichnungen einer vernichtenden Sachkritik:

„Es ist das eine Taktlosigkeit von welthistorischen Dimensionen, der größte Exzeß der falschen Stellung, die sich Lukas zum Gegenstand gibt. Dieser Uebergriff deckt sich auch unmittelbar in der Tatsache auf, daß die Apostelgeschichte neben den Evangelien dasteht wie eines der armseligsten und ärmsten Bücher neben solchen, die durch ihren Reichtum zu den am höchsten stehenden gehören.“

Overbecks Verdikt galt der Kühnheit, das Evangelium, die religiöse Urgeschichte, in die Weltgeschichte einzuordnen und den Erzählfaden in der Apostelgeschichte mit einer Reihe von Legenden um die Wundertäter Petrus und Paulus fortzuspinnen; damit werde die Kirchengeschichte unsachgemäß überhöht.

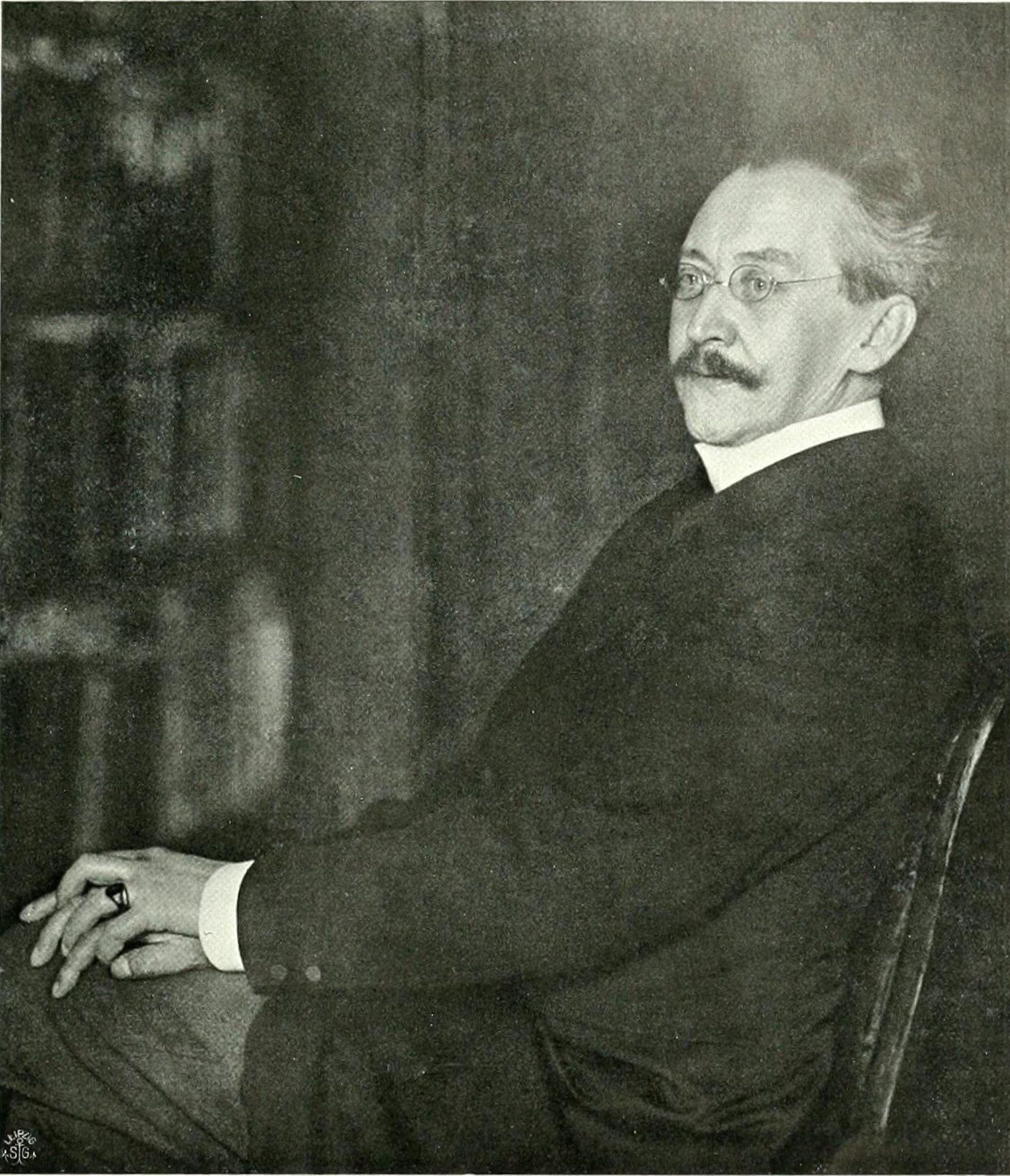
Adolf von Harnack (1904)

In der deutschsprachigen evangelischen neutestamentlichen und kirchenhistorischen Forschung nach 1900 setzte sich aber zunächst nicht Overbeck, sondern Adolf von Harnack mit seiner Interpretation des lukanischen Doppelwerks durch. Er wählte einen biografischen Zugang: Lukas war für Harnack der Paulusbegleiter und Arzt, der zunächst nach dem Vorbild des Markus ein Evangelium verfasst habe. Als alter Mann habe er die Apostelgeschichte in Erinnerung an seine Zeit mit Paulus niedergeschrieben; beide Werke seien für die private Lektüre, nicht für die Verlesung im Gottesdienst konzipiert gewesen.
Der Althistoriker Eduard Meyer las Lukasevangelium und Apostelgeschichte als Gesamtentwurf eines antiken Geschichtsschreibers, der ihm das Grundgerüst für seine dreibändiges Werk Ursprung und Anfänge des Christentums (1921–1923) lieferte. Das positive Urteil zum Geschichtswert neutestamentlicher Schriften wurde in konservativen evangelischen Kreisen besonders im angelsächsischen Raum viel rezipiert, zumal es von einem agnostischen Historiker stammte.
Die römisch-katholische Bibelwissenschaft war Anfang des 20. Jahrhunderts durch lehramtliche Vorgaben stark eingeschränkt. Im Zeichen des Antimodernismus bekräftigte die Päpstliche Bibelkommission 1912 und 1913 das traditionelle Narrativ des Heiligen Lukas als Paulusbegleiter und Verfasser erst des dritten Evangeliums sowie später der Apostelgeschichte. „In solchem Klima war eine unbefangene Befassung mit der literarischen und historischen Problematik des Opus Lucanum kaum möglich,“ urteilt Knut Backhaus.
Der US-amerikanische Neutestamentler Henry J. Cadbury brachte die Forschung zum lukanischen Doppelwerk, mit dem er sich seit seiner 1919 publizierten Dissertation beschäftigte, wesentlich voran. Er überwand die Harnack’schen Spekulationen um die Biografie des Lukas und betrachtete Lukasevangelium und Apostelgeschichte mit philologischem und literaturgeschichtlichem Interesse. Sein Hauptwerk The Making of Luke-Acts (1927) geht von zwei Prämissen aus: der Zusammengehörigkeit des Doppelwerks und der Zweiquellentheorie. Die beiden Teile des lukanischen Werks seien früh getrennt worden und auf verschiedenen Wegen in den neutestamentlichen Kanon gelangt; um ihre Zusammengehörigkeit zu veranschaulichen, schlug er vor, sie im Anschluss an die altphilologische Bezeichnung titellos überlieferter Werke Ad Theophilum I und II zu nennen.
Unterdessen hatte die deutschsprachige Form- und Redaktionskritik Overbecks Fundamentalkritik des lukanischen Doppelwerks wieder aufgenommen. In den synoptischen Evangelien galt das Interesse nun den kleinen Überlieferungseinheiten der mündlichen Tradition; die Verfasser der Evangelien erschienen als bloße Tradenten und Redaktoren. Die negative Charakterisierung des lukanischen Doppelwerks lautete beispielsweise bei Ernst Käsemann und Philipp Vielhauer: Frühkatholizismus. Bei Lukas verdrängte, so ihr Urteil, die Heilsgeschichte die Apokalyptik, kirchliches Traditions- und Legitimitätsdenken stellte die Eschatologie ins Abseits; an die Stelle der theologia crucis trete bei Lukas die theologia gloriae. Hans Conzelmann prägte für die lukanische Theologie in seiner Heidelberger Habilitationsschrift 1954 die Formel „Die Mitte der Zeit“: Da die Wiederkunft Christi (Parusie) ausblieb, habe Lukas die Naherwartung durch eine in drei Epochen gegliederte Heilsgeschichte ersetzt. Auf die Zeit des Gesetzes und der Propheten folgte demnach die Zeit, in der Jesus von Nazareth auf Erden lebte (= Mitte der Zeit). Diese sei mit seiner Himmelfahrt abgeschlossen, seitdem lebten Lukas und seine Leser in der Zeit der Kirche. Vereinfacht gesagt, entsprechen die drei heilsgeschichtlichen Epochen dem Alten Testament, dem Lukasevangelium und der Apostelgeschichte. Conzelmann sah das lukanische Doppelwerk anders als Cadbury nicht als literarische Einheit, die im Laufe der Überlieferung in zwei Bücher aufgespalten wurde, sondern eher als zwei nacheinander veröffentlichte Bücher desselben anonymen Verfassers, über dessen Identität Conzelmann nicht spekulierte.
In den 1960er Jahren galt die Hypothese des lukanischen Doppelwerks als Konsens in der neutestamentlichen Wissenschaft; dementsprechend wurden (und werden) Lukasevangelium und Apostelgeschichte in Einleitungswerken oder Theologien des Neuen Testaments in der Regel als Einheit dargestellt. Dagegen wurden Lukasevangelium und Apostelgeschichte in den einschlägigen Kommentarreihen an unterschiedliche Bearbeiter vergeben (was auch mit dem Umfang beider Schriften zu tun hat); während die Lukaskommentare meist ohne Seitenblick auf die Apostelgeschichte auskommen, pflegen Kommentare der Apostelgeschichte einige Verbindungslinien zum Evangelium zu ziehen. Insgesamt findet die aus beiden Schriften zu erhebende lukanische Theologie aber viel weniger Interesse als beispielsweise die paulinische oder johanneische Theologie.
Eine Doppelkommentierung von Lukasevangelium und Apostelgeschichte war immer wieder als Desiderat bezeichnet worden; Robert C. Tannehill legte einen solchen Kommentar 1986 und 1990 in zwei Bänden vor, wobei er die Erzähltextanalyse nutzte, um die Makrostruktur des Doppelwerks aufzuzeigen. Im Zuge seiner Kommentierung rückte Tannehill allerdings von der Annahme der erzählerischen Einheit beider Teile ab.

## Neuere Diskussion
Im Jahr 1998 wählte das Colloquium Biblicum Lovaniense das lukanische Doppelwerk als Thema; im folgenden Jahr erschien der von Joseph Verheyden herausgegebene Tagungsband unter dem Titel The Unity of Luke–Acts. Damit endete allerdings auch die Phase des exegetischen Konsenses. Das hatte sich abgezeichnet, seit Mikeal C. Parsons und Richard I. Pervo 1993 den Konsens in Frage gestellt hatten (einige Tagungsbeiträge reagierten bereits auf Parsons und Pervo). Ihr Anliegen war es, das lukanische Doppelwerk als Hypothese, nicht als Dogma zu behandeln. Nun wurde die Einheit beider neutestamentlicher Schriften schärfer gefasst: War damit ein umfangreiches Gesamtwerk gemeint, das aus praktischen Gründen auf zwei Buchrollen aufgeteilt wurde (single-work hypothesis)? Oder zwei zeitlich getrennte Veröffentlichungen desselben Autors, die aufeinander bezogen waren, sei es, dass Lukas bereits bei der Abfassung des Evangeliums die Apostelgeschichte plante, oder dass er erst nach der Fertigstellung des Evangeliums auf den Gedanken kam, eine Fortsetzung zu schreiben (sequel hypothesis)? Schließlich könnten Lukasevangelium und Apostelgeschichte auch zwei unabhängig voneinander entstandene Werke sein, die erst nachträglich in Beziehung gesetzt wurden (linkage hypothesis). „Grob gesagt, ist die single-work hypothesis gegenwärtig die Mehrheitsmeinung, insbesondere in der deutschsprachigen Exegese. Die sequel hypothesis ist die wichtigste Innovation, vor allem in der englischsprachigen Exegese, und die linkage hypothesis ist ein geistreicher Außenseiter, der alte Wurzeln hat und fleißig verbreitet wird, besonders in der Marcion-Debatte [d. h. der Frage, ob Marcion im 2. Jahrhundert das ihm vorliegende kanonische Lukasevangelium kürzte, oder ob das nur durch Zitate seiner altkirchlichen Kritiker bekannte Evangelium, das Marcion vorlag, älter ist und das kanonische Lukasevangelium dessen spätere Erweiterung].“ Backhaus zufolge zeichnet sich als vorläufiger Ertrag der Diskussion ab, dass es sinnvoll ist, Lukas und Apostelgeschichte als ein im Entstehen begriffenes Doppelwerk zu sehen. Während des Schreibprozesses wird sich der Verfasser demnach immer mehr klar über das Konzept seines Gesamtwerks.